# Prochoerodes cristata
Prochoerodes cristata là một loài bướm đêm trong họ Geometridae.